# Salmo macrostigma
Salmo macrostigma е вид лъчеперка от семейство Пъстървови (Salmonidae).

## Разпространение
Видът е разпространен в Алжир.